# Ignaz Ram
Ignaz Ram (* 3. Oktober 1781 in Weitra, Niederösterreich; † 3. Jänner 1850 in Wien) war ein österreichischer Stadtbaumeister und Architekt.

## Leben
Wann der Sohn eines Seifensieders aus Weitra nach Wien kam und wo er seine Ausbildung zum Maurer erhielt, ist nicht bekannt. Die erste dokumentierte Bauaufgabe in Wien datiert aus dem Jahr 1813. In den 1820er Jahren war er als Baumeister bereits viel beschäftigt und wurde 1830 Stadtbaumeister. Er reichte ein Patent für ein Trocknungsmittel ein, das gegen Feuchtigkeit in Wohnungen wirken sollte. Ab 1833 führte Ram das Gewerbe nach dem verstorbenen Adam Hildwein weiter. In diesem Jahr wurde er auch von der Staatsverwaltung zur Vermessung des alten Universitätsgeländes herangezogen. In seinem letzten Lebensjahrzehnt ab 1840 sind nur mehr Umbauten von ihm dokumentiert.
Ignaz Ram war verheiratet und hatte sieben Kinder, darunter den Sohn Franz Ram, der ebenfalls Stadtbaumeister war. Wahrscheinlich überließ er diesem einige Bauaufträge, sodass die Zuschreibung manchmal schwierig ist.

## Werk
Ignaz Ram war einer der führenden Baumeister des Vormärz, der fast ausschließlich in den Wiener Vorstädten tätig war und dort Miethäuser errichtete. Er bediente sich einer klassizistischen Formensprache, die dem Zeitgeist entsprechend immer nüchterner und schlichter wurde. Die Fassaden weisen die Tendenz zu flächiger Gestaltung auf. Unter den von Ram entworfenen Gebäuden ragt vor allem das große Elisabethinerzinshaus hervor. Die ab 1840 entstandenen Umbauten wurden wahrscheinlich von seinem Sohn durchgeführt.

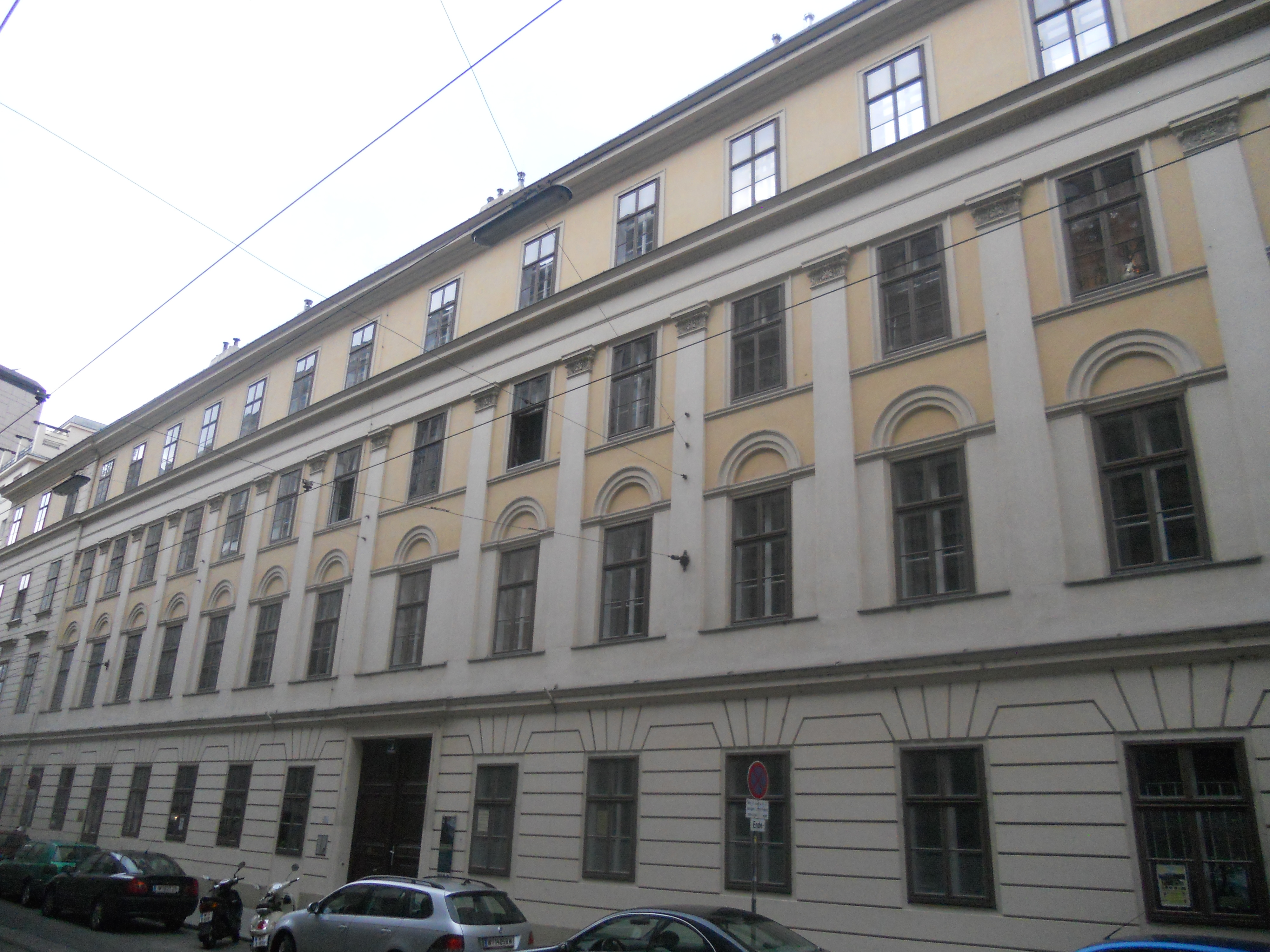
Elisabethinen-Zinshaus (1827)

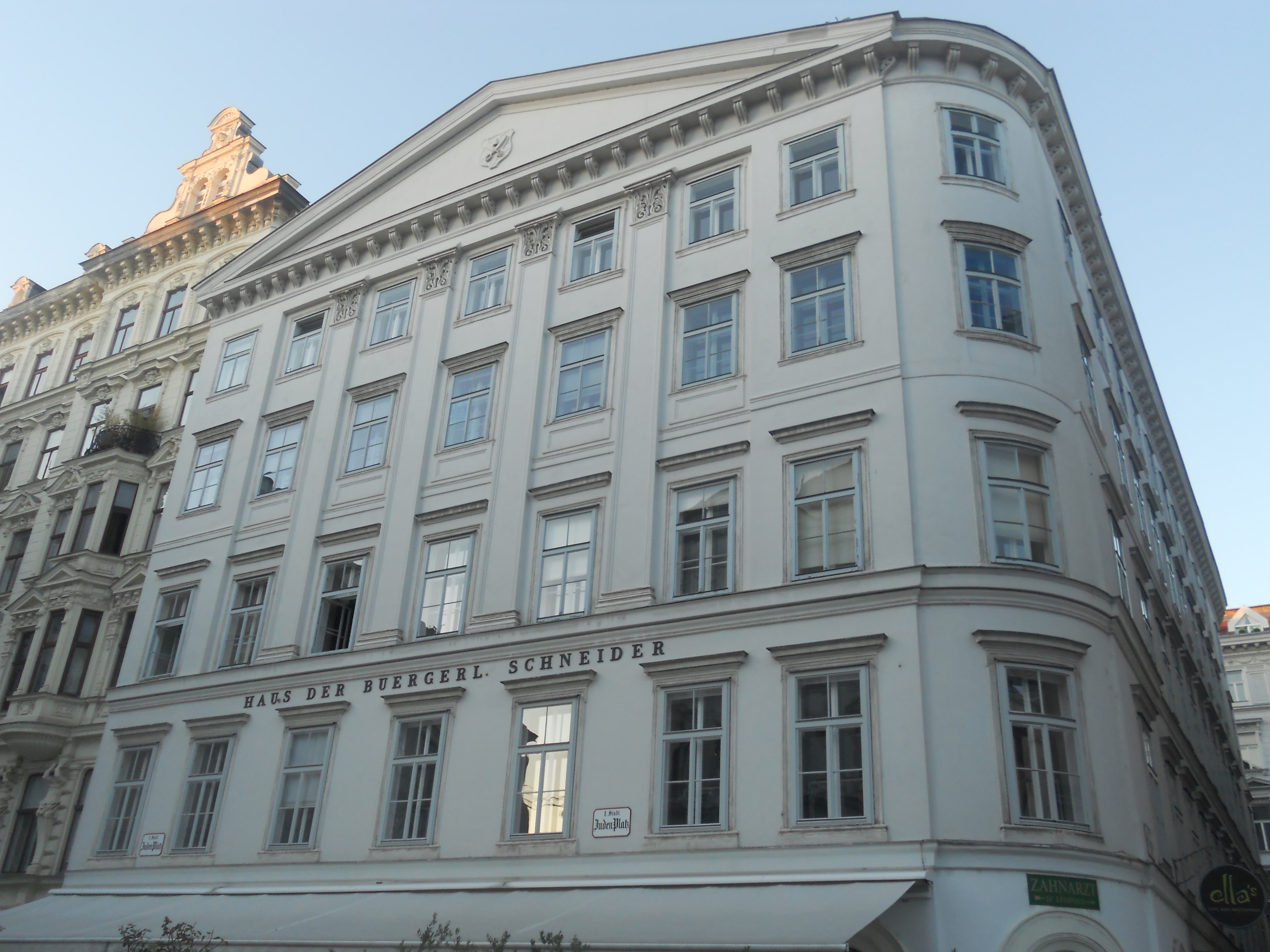
Genossenschaft der Kleidermacher (1837–1838)

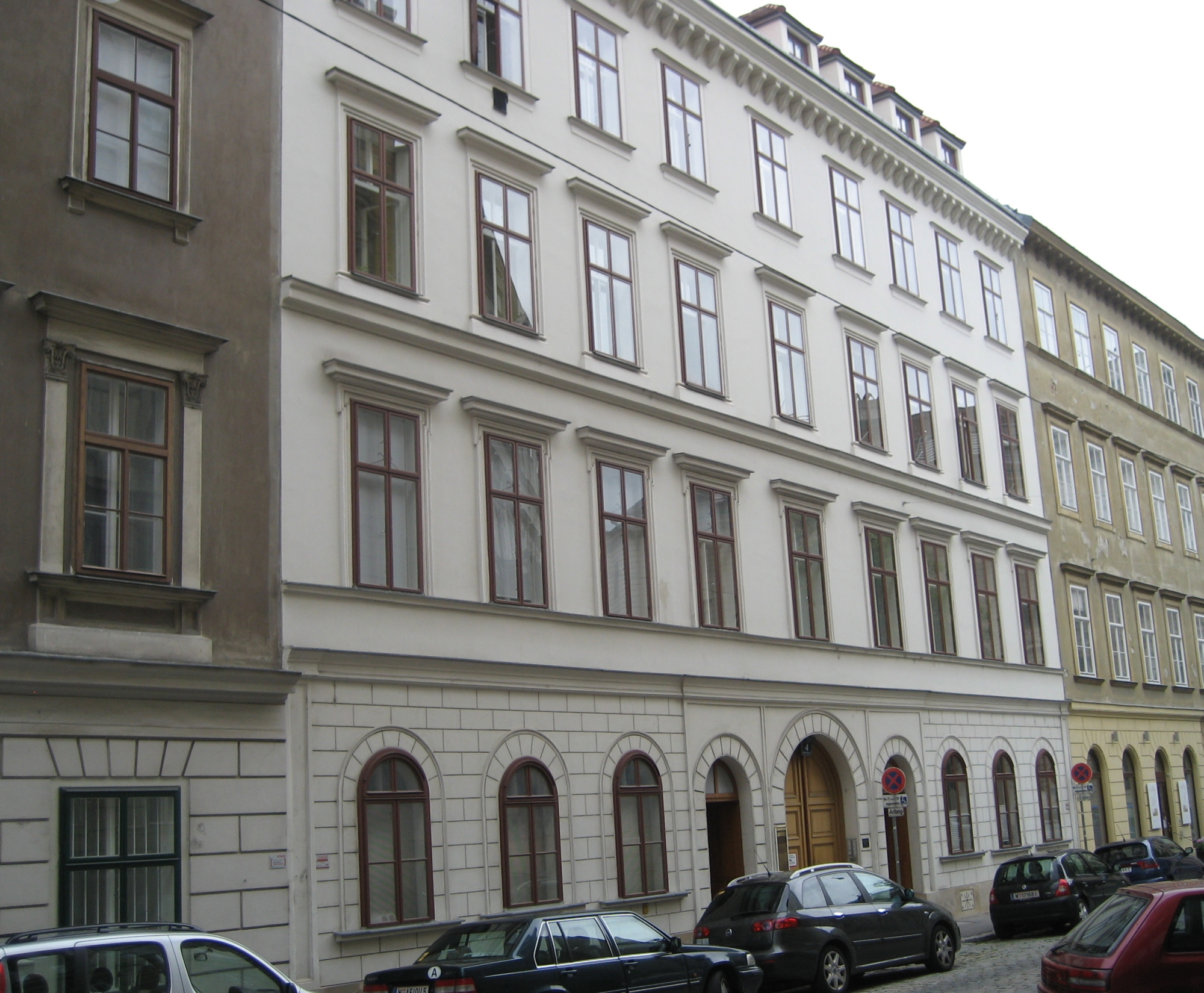
Wickenburggasse 4 (1839–1840)

- Miethaus „Zum schwarzen Bären“, Tigergasse 7, Wien 8 (1813), Umbau
- Miethaus, Simon Denk-Gasse 7, Wien 9 (1821)
- Miethaus „Zum römischen Kaiser“, Stiegengasse 9, Wien 6 (1824, 1827), Umbauten
- Miethaus, Buchfeldgasse 9 / Schmidgasse 9, Wien 8 (1824–1827)
- Miethaus, Marchettigasse 7, Wien 6 (1825), Aufstockung des Hoftraktes
- Miethaus, Ungargasse 17, Wien 3 (1826), Aufstockung
- Miethaus, Buchfeldgasse 12, Wien 8 (1826–1827)
- Miethaus „Haus Korompay“, Thurngasse 3, Wien 9 (1826), Bauführung
- Miethaus, Buchfeldgasse 10 / Schmidgasse 10, Wien 8 (1827)
- Miethaus, Wilhelm Exner-Gasse 1, Wien 9 (1827), 1839 von ihm verändert
- Miethaus, Buchfeldgasse 7–7a, Wien 8 (1828), Umbau
- Miethaus, Wasagasse 25 / Thurngasse 7, Wien 9 (1828)
- Miethaus, Schmidgasse 5 / Lenaugasse 13, Wien 8 (1829)
- Miethaus „Zum blauen Würfel“, Thurngasse 5, Wien 9 (1829), Umbau
- Miethaus, Wilhelm-Exner-Gasse 1, Wien 9 (1829), später verändert und aufgestockt
- Miethaus, Fischergasse 4 / Untere Donaustraße 15, Wien 2 (1834), später neu fassadiert
- Miethaus „Zum Kühfuß“, Wickenburggasse 20, Wien 8 (1834), Seitentrakt
- Miethaus „Zum Schabdenrüssel“, Ferdinandstraße 25 / Czerningasse 4, Wien 2 (1834–1835), Umbau; später wieder verändert
- „Elisabethiner Zinshaus“, Ungargasse 3, Wien 3 (1827), mit Joseph Eyselt
- Miethaus „Zum grünen Hahn“, Margaretenstraße 39, Wien 4 (1837)
- Haus der Genossenschaft der Kleidermacher, Judenplatz 10 / Fütterergasse 1, Wien 1 (1837–1838)
- Miethaus, Lenaugasse 15 / Schmidgasse 8, Wien 8 (1838)
- Miethaus, Grünentorgasse 23, Wien 9 (1838), Umbau
- Miethaus „Zur schwarzen Muttergottes“, Währinger Straße 27, Wien 9 (1838), mit Franz Ram
- Miethaus, Ungargasse 22, Wien 3 (1838), Aufstockung des Hoftraktes
- Miethaus, Friedrich-Schmidt-Platz 7, Wien 8 (1839), mit Anton Hoppe
- Miethaus, Wickenburggasse 4, Wien 8 (1839–1840), mit Josef Strohmayer
- Miethaus „Zum goldenen Strauß“, Obere Augartenstraße 52, Wien 2 (1842), Umbau
- Miethaus, Simon Denk-Gasse 5, Wien 9 (1843), Seitentrakt
- Miethaus, Höfergasse 9, Wien 9 (1845), Umbau
- Wohn- und Geschäftshaus, Zieglergasse 33, Wien 7 (1846), Adaptierung
- Miethaus, Garnisongasse 20 / Beethovengasse 1, Wien 9 (1846), Umbau